# Jón Arason
Jón Arason, född 1484, död 1550, var en isländsk katolsk biskop och poet. Han motarbetade reformationen på Island och avrättades på grund av att detta fick honom att göra motstånd mot den danska kungamakten. 

## Biografi
Jón, som hade fattiga föräldrar, blev vid 24 års ålder prästvigd och 1524 vigd till biskop i Hólar. Detta ämbete innehade han till sin död (1550). Han motsatte sig med all kraft reformationen, då den danska kyrkoordningen (1538) sändes till Island; resten av sitt liv vigde han åt en förtvivlad kamp mot lutherdomen; han for fram med stor våldsamhet och stränghet, skonade varken lekmän eller präster och uppvisade i hela sitt agerande övermod och tyranni; men detta agerande grundade sig i en verklig trosiver och en lidelsefull hängivenhet inför påvedömet.
Det framfördes klagomål över Jón till kung Kristian III, och denne befallde 1548, att han skulle resa till Danmark och försvara sin sak; i annat fall skulle han förklaras fredlös. Det föll inte Jón in att åtlyda befallningen, tvärtemot; han sägs även ha sökt hjälp hos främmande furstar (kejsar Karl V) och uppmanat dem till att erövra Island. Dessa planer betraktades som landsförräderi och kom att fälla honom. Två år senare (1550) blev Jón under en resa på Västlandet, där en av hans mäktigaste motståndare, bonden Daði Guðmundsson bodde, tillfångatagen tillsammans med sina två söner och förd till Skálholt, där han och sönerna halshöggs den 7 november. Lidelsefull tro, uthållighet och karaktärsfasthet, livsmod och älskvärd gemytlighet på den ena, övermod, härsklystnad och tyranni på den andra sidan, det är de egenskaper, som på sin tid gjorde Jón till en hjältefigur.
I förhållande till sin samtid var Jón ovanligt upplyst; han inrättade omkring 1530 Islands första boktryckeri. Han var även en av sin tids främsta diktare. Förutom en mängd tillfällighetsvers skrev han flera religiösa dikter (bland andra Píslargrátur, Ljómur, Dáviðsdiktur och Krossvisur). Hans liv och öde behandlades poetiskt av Kristofer Janson i sorgespelet Jón Arason (på nynorska).